# Unidad de Investigación Periodística
La Unidad de Investigación Periodística (UIP) del Politécnico Grancolombiano es un medio digital que realiza trabajos periodísticos con el objetivo de analizar y entender las problemáticas sociales de Colombia y el mundo.
La unidad fue creada en el año 2015 como una propuesta del programa de Comunicación Social - Periodismo de la Facultad de Sociedad, Cultura y Creatividad de la universidad, liderada por la periodista y docente de la institución, Juliana Castellanos Díaz.

## Investigaciones
- La guerra va a la escuela
- Reescribiendo vidas
- Minas Antipersonal
- Eventos naturales en Colombia
- Bogotá la ciudad de la eterna espera
- Microtráfico
- Periodismo en tiempos de posacuerdo
- Criminalización de estudiantes
- Usme los rastros de la guerra
- Los menores nunca salieron de la guerra
- Héroes o Mártires
- La salud, la pandemia y otros retos del senado
- Despojo de tierras en época de la Violencia
- Liderazgo juvenil al borde de Bogotá
- Defensores en la protesta una labor en inminente riesgo
- Radiografía de un negocio perverso